# Морфій (фільм)
«Морфій» (рос. Морфий) — дванадцятий фільм Олексія Балабанова за сценарієм Сергія Бодрова-молодшого, який було написано за мотивами оповідань Михайла Булгакова «Записки юного лікаря» та «Морфій».

## Синопсис
Дія фільму відбувається у 1917 році, у неспокійний революційний час. В одне повітове місто приїздить молодий лікар, доктор Поляков. Він не боїться відповідальності і рятує життя різних пацієнтів. Одного разу він ціною власної безпеки проводить операцію. Щоб не заразитися, Поляков робить собі укол морфію. Він не вірить, що зріла і знаюча властивості морфію людина може потрапити в залежність від цього наркотику.

## У ролях
- Леонід Бичевін — Михайло Олексійович Поляков
- Інгеборга Дапкунайте — Ганна Миколаївна
- Світлана Письмиченко — Пелагея Іванівна
- Андрій Панін — Анатолий Лукич Демьяненко, фельдшер
- Сергій Гармаш — Василь Осипович Соборевський
- Катарина Радивоєвич — Шеффер Катерина Карлівна
- Юрій Герцман — Горенбургов Лев Аронович, фельдшер
- Олександр Мосін — Влас
- Ірина Ракшина — Аксинья
- Юлія Дейнега — Танечка
- Олексій Істомін — Осип Васильович
- Валерій Синельников — Фаворський
- Олексій Полуян — сусід по палаті, військовий
- Олег Коритін — пожежний
- Валерій Зайцев — генерал
- Володимир Сапунков — чоловік у гостях
- Віктор Вінтер — старорежимний лакей
- Агнія Кузнєцова — епізод
- Василиса Миридонова — Лідка

## Технічні дані
- Виробництво: кінокомпанія «СТВ».
- Кінодистриб'ютор в Росії: «Наше Кіно».
- Звук: Dolby Digital.
- Тип зйомки: кіноплівка 35 мм.